# 科科波
科科波（英語：Kokopo）是巴布亚新几内亚东新不列颠省的省会。1994年塔乌鲁火山与沃尔坎火山喷发，政府将省会从拉包尔迁往此地。因此从1990年至2000年的十年间，城市的人口增长了六倍，从3150人增长到了两万余人。

## 历史
在1884年至1914年期间，科科波受德属新几内亚管理。1910年之前，一直是德属新几内亚的首都，后迁往拉包尔。

## 交通运输
科科波离旧省会拉包尔约30公里，城市拥有一条高速公路以及一座机场。